# Vardar

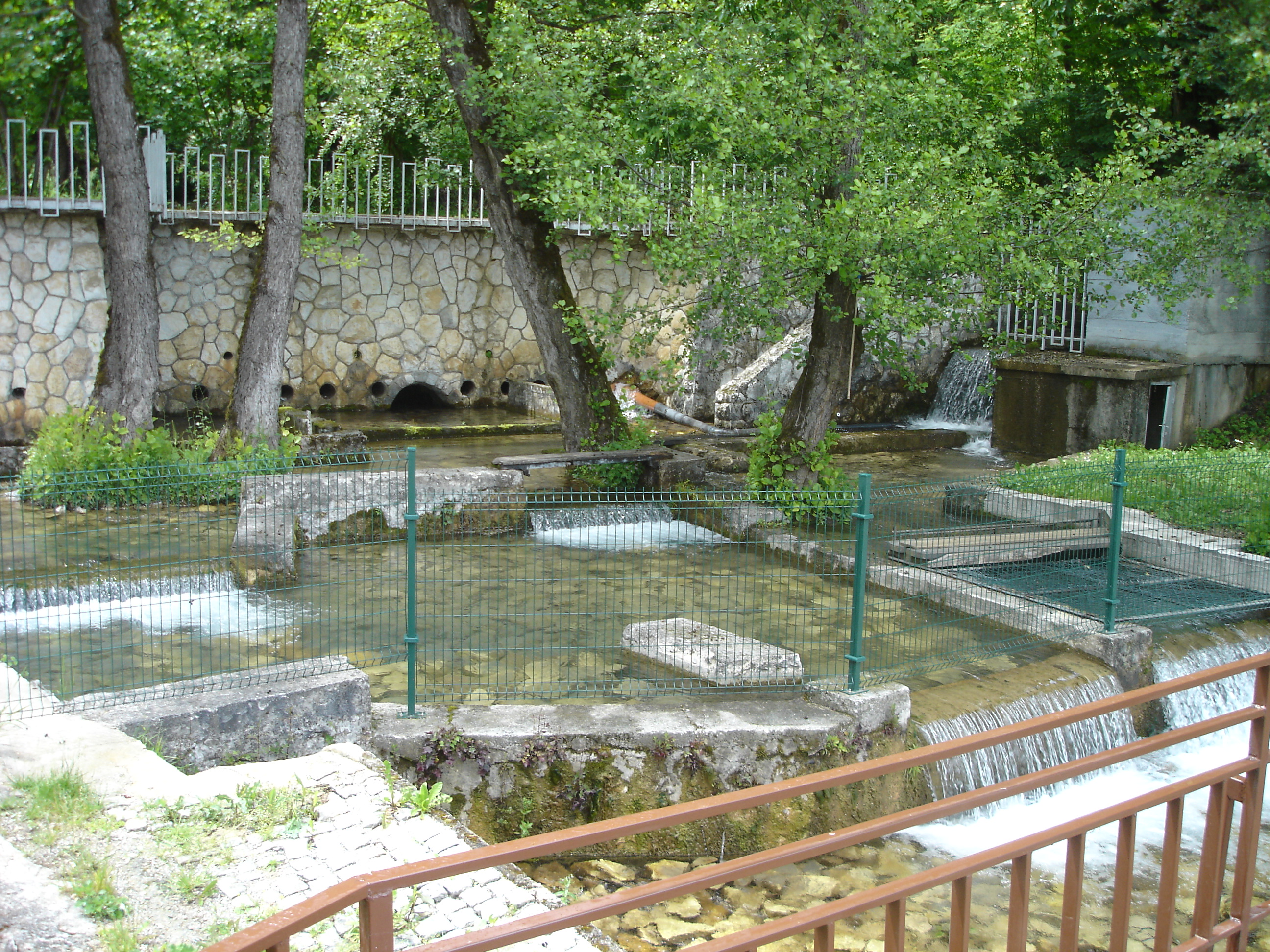
Pramen Vardaru ve Vrutoku.

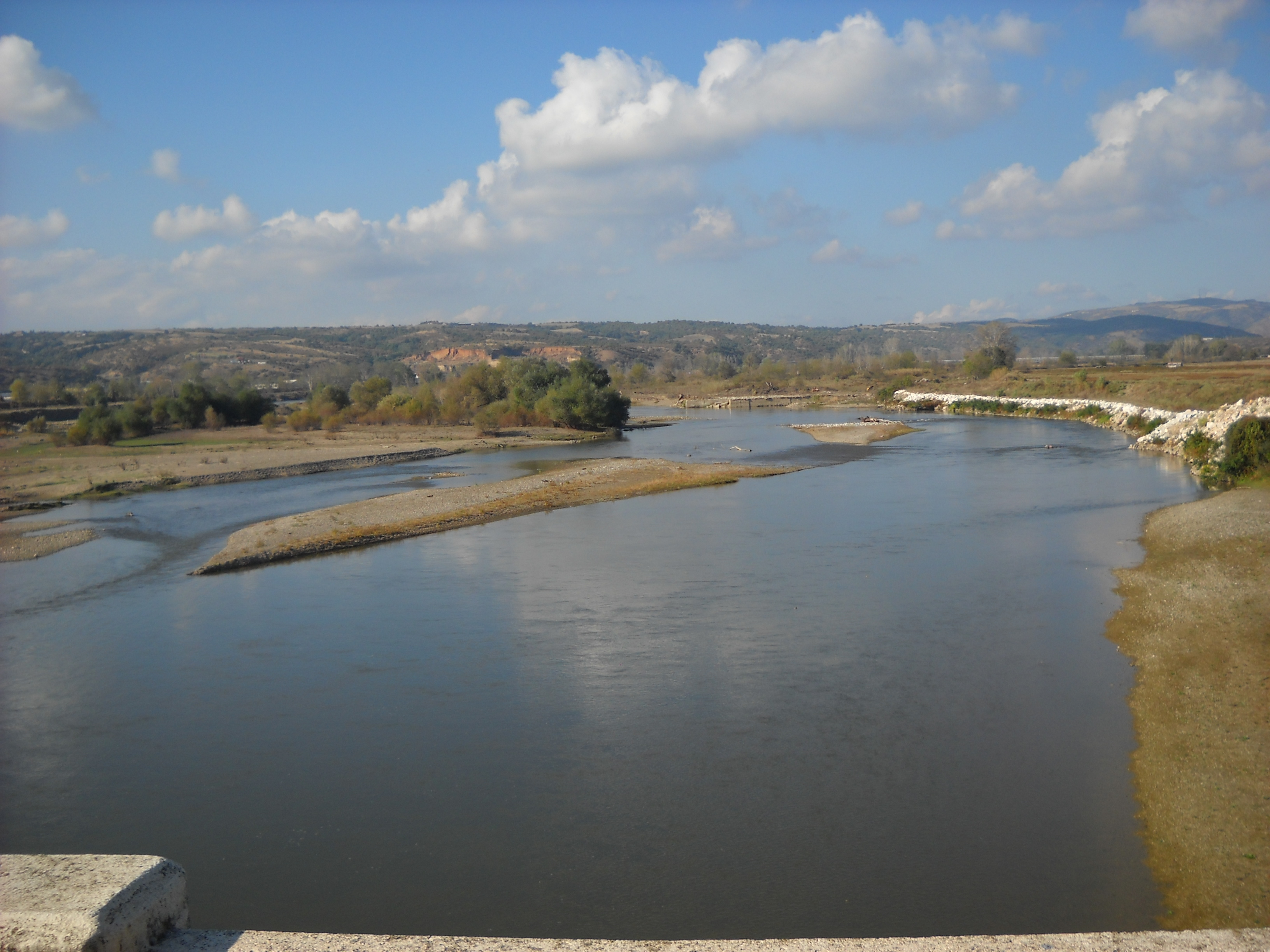
Řeka na řeckém území.

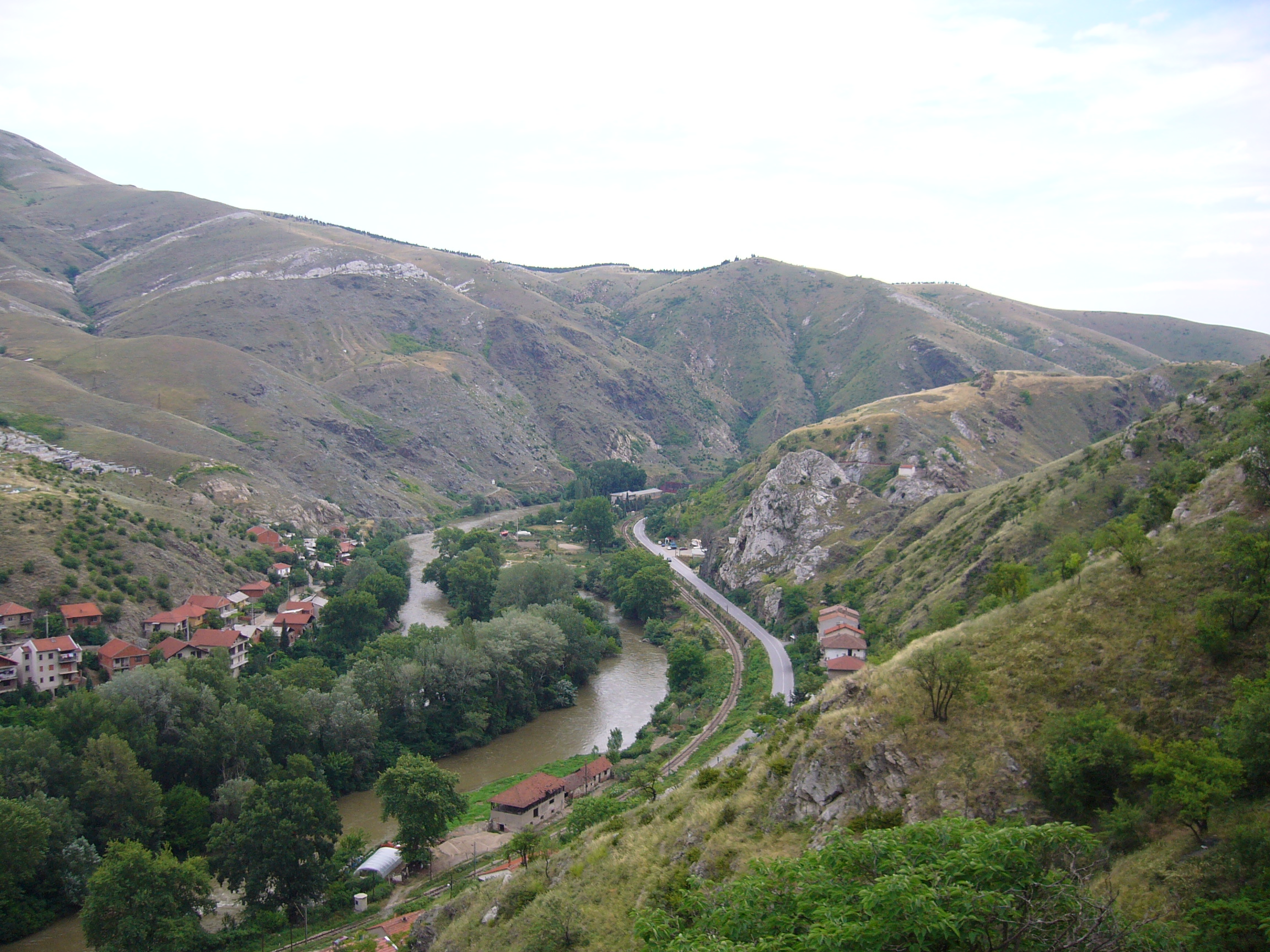
Řeka ve veleské soutěsce.

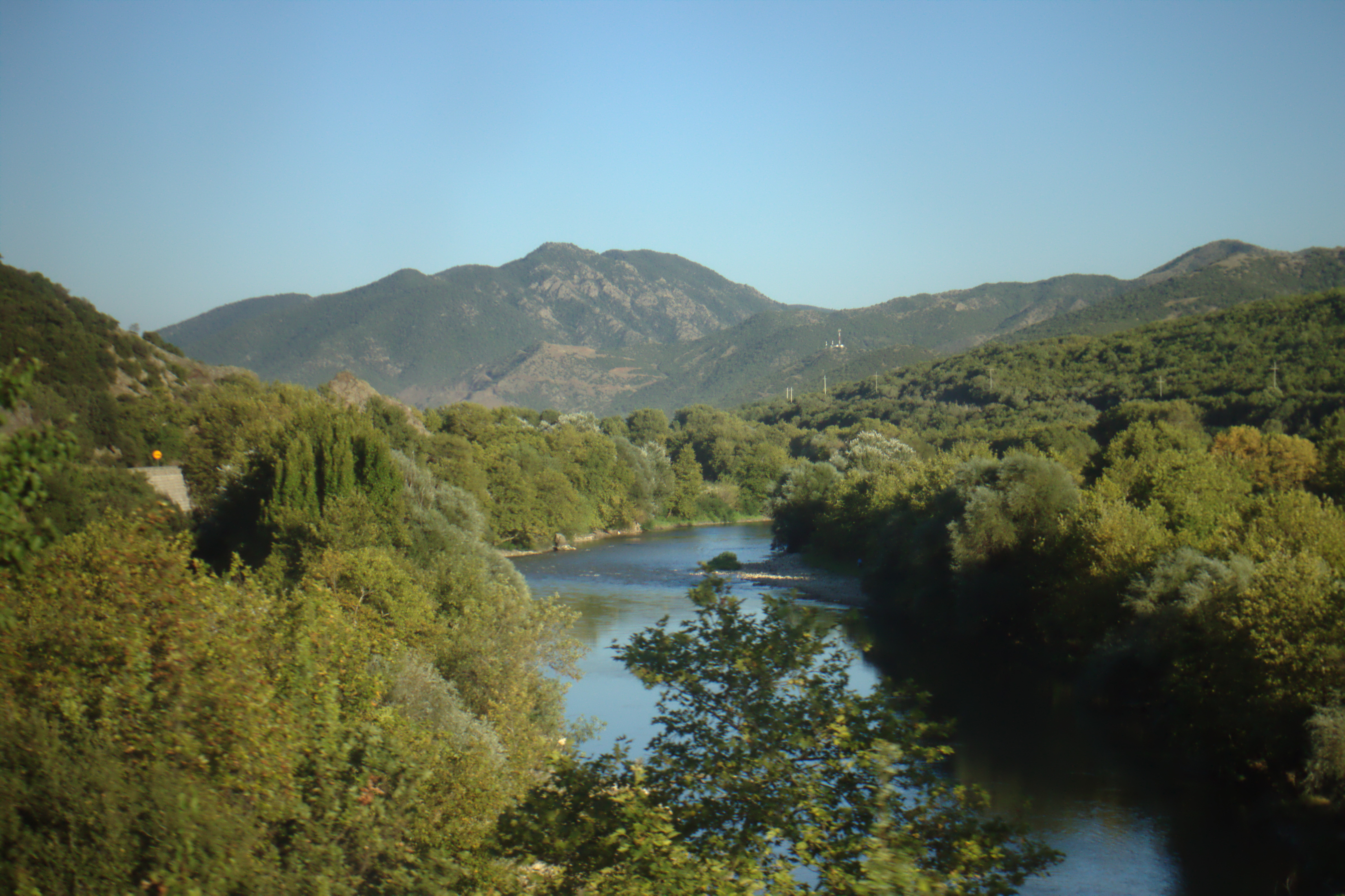
Řeka nedaleko města Demir Kapija.

Vardar (makedonsky Вардар, řecky Αξιός) je řeka, která protéká v Severní Makedonii a v kraji Střední Makedonie v Řecku. Je 388 km dlouhá, nejdelší v Severní Makedonii. Povodí má rozlohu 25 400 km² a tvoří 88 % území Severní Makedonie.

## Název
Název Vardar může pocházet z thráčtiny, nicméně v této oblasti se mluvilo v době starověku i jinými jazyky, jako např. dardanštinou, paeonštinou, starořečtinou apod. Předpokládá se, že název vznikl zkrácením původního Vardários, které je proto indoevropského původu a odkazuje na označení černá voda. Přejato bylo i do starořečtiny (jako Βαρδάριος). Název byl dle historických záznamů používán velmi intenzivně v období existence Byzantské říše. Analogie, kdy název města Axiopolis byl do rumunštiny přejat přes slovanské jazyky jako Cernavodă má tuto hypotézu dokládat.
Dle jiné teorie název Vardar je překladem srovnatelným s řeckým názvem řeky (Axios) a znamenal v proto indoevropské jazyce nezářící (řeku). Řecký název Axios je poprvé doložen v textech řeckého básníka homér a jako místo, kde žijí Paeoňané, spojenci Troji. Podle Pjëtera Bogdaniho byl název původem ze staré albánštiny. 

## Průběh toku
Řeka pramení v severomakedonských horách Šar planina a Sucha Gora u vesnice Vrutok v krasové krajině. Nedlouho poté protéká jižně a východně od města Gostivar. Následně teče na sever po východním okraji Položské kotliny. Následně vniká do Dervenské soutěsky a vede dále na východ. 
Po rozevření úzkého údolí protéká Skopjí, přibírá řeku Lepenac vytékající z Kosova na samém začátku města. Ve Skopji je řeka do značné míry zregulovaná a překonává ji velké množství mostů. U vesnice Trubarevo za Skopje do ní vtéká Markova Reka. Za vesnicí Orešani se postupně sklání k jihovýchodu a vniká do hor, kde vytváří hlubokou soutěsku. 
Vardar protéká např. veleskou a demirkapijskou soutěskou). V druhé uvedené je koryto řeky na některých místech jen 60 metrů široké. Dále Vardar protéká tikevšským údolím kde přibírá říčku Bregalnica. Západně od města Valandovo vytéká do otevřené krajiny na samém jižním okraji Severní Makedonie. Zde je okolí řeky tvořeno do značné míry již písčitými sedimenty.
Jižně od města Gevgelija vstupuje řeka na řecké území. Délka jejího toku na severomakedonské straně činí 301,5 km, na řecké potom 76,5 km. Zde vtéká do poslední soutěsky (Cikánská soutěska). Za městem Polykastro přibírá říčky Serios a Agiaki. Zde se již mění na nížinnou řeku s řadou lužních lesů. Je intenzivně využívána pro zavlažování okolní krajiny, jsou z ní rozvedeny početné kanály (tzv. Soluňské pole). Vardar ústí do zálivu Termaiko Egejského moře, asi 20 km jihozápadně od Soluně.

## Vodní stav
Maxima dosahuje na podzim a v zimě a také na jaře. Minimum má od července do září. Průměrný průtok v místech, kde vtéká do Soluňské nížiny činí přibližně 151 m³/s.
Mezi lety 1970 a 1985 měl Vardar průměrný roční průtok 48 až 76 m³ za sekundu na měřící stanici ve Skopje. Na severomakedonsko-řecké hranici byly ve stejném období naměřeny průtoky od 100 do 225 m³ za sekundu. Od roku 1985 se průtok Vardaru výrazně snížil na obou místech měření, v roce 1994 činil 30 m³ za sekundu jak ve Skopje, tak na severomakedonsko-řecké hranici. Povodně byly zaznamenány v období moderních měření na řece Vardaru v letech 1900, 1916, 1937, 1962 a 1979.

## Přítoky
Největším přítokem Vardaru je Crna reka. Kromě toho řeka přibírá (od pramenu až po ústí do Egejského moře) následující vodní toky: Ravenska Reka, Lakavička Reka, Mazdrača, Bogovinsjka Reka, Pena, Lešočka Reka, Vratnička Reka, Treska, Lepenac, Serava Markova Reka, Pčinja, Topolka, Babuna, Bregalnica, Crna reka, Luda Mara, Bošava, Petruška Reka, Anska Reka, Sermeninska Reka, Konska Reka, Serios

## Využití
Na řece leží města Gostivar, Jegunovce, Skopje, Veles, Negotino, Demir Kapija, Gevgelija (Severní Makedonie), Polykastro a Axioupoli (Řecko). Její údolí představuje ekonomicky nejaktivnější část Severní Makedonie.
Voda z Vardaru se využívá na zavlažování (63 % veškeré využívané vody), v malé míře je voda z řeky také využívána pro některé vodovodní sítě a napájení rybníků. Velmi intenzivní je její využívání na řecké území, nicméně ani na území Severní Makedonie, kde představuje vodní tok celonárodního významu, není využití zanedbatelné.
Pro průmyslové užití (13 % veškeré vody) se využívaly některé přítoky Vadaru (Bregalnica a Pčinja). V 19. století byla řeka splavná a sloužila pro dopravu obilovin, vlny, dřeva apod. Tuto praxi z období existence Osmanské říše zaznamenal německý cestovatel a právník Johann Hahn. Splavná bývala řeka většinou od Velesu dále na jih. Jeden vor unesl přibližně šest tun nákladu a putoval z Velesu až do Soluně po řece několik hodin. 
Na řecké části toku se nachází přehrada Ellis, jedna z mála na Vardaru. Přehrada vzhledem k nízkému průtoku vody v letních měsících neprouští do moře z této přehrady téměř žádnou vodu.
Řeka je rovněž známá, resp. její údolí, podle severního silného větru jménem Vardarec neboli Vardaris, který vane severním směrem podél celého údolí jak v Řecku tak i v Severní Makedonii. Většinou přináší chladný vzduch do Soluně a delty řeky. Dochází k jeho formování v situaci, kdy je atmosférický tlak nad balkánským vnitrozemím vyšší než nad Egejským mořem, což se stává většínou v zimních měsících.

## Kultura
Historicky bylo území současné Severní Makedonie podle řeky označováno v minulosti jako tzv. Vardarská Makedonie podle řeky Vardar. V souvislosti se sporem o název země mezi oběma státy byla diskutována možnost obnovy tohoto historického názvu státu. Podle řeky se jmenuje také i fotbalový tým. a také meziválečný časopis Vardar. vycházející v srbském jazyce.
V bývalé Jugoslávii existovala populární píseň s názvem Od Vardara do Triglava, odkazující na rozlehlost celé země a její vymezení nejsevernějším pohořím a nejjižnější řekou. Obdobný pojem v Československu existoval v podobě Od Šumavy k Tatrám.

## Historie
Význam řeky byl klíčový již v dávnověku. Vznikala zde ta nejstarší sídla a na břehu Vardaru leží také nemalý počet archeologických nalezišť, jakými jsou např. Stobi.
Řeka byla námětem řady básní a lidových písní v době existence Osmanské říše. Pro Turky nicméně její údolí představovalo jeden z klíčových koridorů pro pronikání do zbytku Balkánu a do střední Evropy. Ještě za jejich nadvlády byla postavena údolím řeky železnice, čímž se zvýšily kapacity v dopravě i obchodu. V té době byla řeka také využívána pro dopravu zboží po vorech (z Velesu dále na jih), nicméně se jednalo o náročnou a nebezpečnou práci (průměrně 2 % nákladu se po několikahodinové cestě do Soluně ztratily).
V roce 1929 byla tzv. Vardarská bánovina pojmenována právě podle této řeky. Zahrnovala území dnešní Severní Makedonie, ale také některé části dnešního jižního Srbska.
V 30. letech 20. století byla na řeckém území řeka zregulována a zkanalizována by byla maximalizována plocha, kterou bylo možné v okolí využívat pro zemědělství. Po druhé světové válce vedlo zvýšení využití vody z řeky pro zavlažování a využití pro průmysl k značnému úbytku průtoku. Problémem se ukázaly být také těžké kovy, stejně jako zbytky průmyslových hnojiv. Znečištěný je tok řeky od Skopje po Vardar, zdrojem byly v 90. letech 20. století hlavně průmyslová hnojiva a komunální odpad.
V 50. a 60. letech 20. století byla údolím Vardaru vedena Dálnice Bratrství a jednoty, v rámci jejíž výstavby vznikla řada nových mostů přes vodní tok.
V druhé dekádě 21. století byl zvažován projekt výstavby vodního kanálu, který by řeku Vardar spojil s jižní Moravou na srbském území a tím umožníl lodím dosáhnout ze srbského území přes Severní Makedonii Egejského moře. Původní projekt o hodnotě 17 miliard eur byl ukázkou spolupráce mezi srbskou a čínskou vládou. Zveřejněn byl v novinách Le Figaro v roce 2017. Kanál Morava–Vardar měl mít celkovou délku 651 kilometrů. Součástí projektu měl být i vodní kanál okolo Skopje. I přes přípravu nicméně stavební práce nebyly zahájeny.
Výhledově bylo také počítáno s výstavbou říční kaskády na Vardaru na severomakedonském území, která by zahrnovala celkem 10 staveb. Velká část řeky je totiž zcela neregulovaná a nachází se zde značný energetický potenciál. China Water and Electricity Corporation připravila projekt výstavby 12 vodních elektráren, včetně studie využití vody pro zavlažování a výrobu energie.

## Ochrana přírody
Na řeckém území jsou některé břehy a části toku řeky chráněny v rámci oblastí Natura 2000. Delta řeky je rovněž chráněna jako národní park. Soutěska u Demir Kapije byla v 60. letech 20. století vyhlášena jako chráněná oblast, nicméně status ochrany se nepřenesl do současnosti. Areál je monitorován jako potenciální lokalita Natura 2000.

## Znečištění
Části břehu bývají pravidelně čistěny od nánosů, odpadků a stavební sutě. Přesto znečištění řeky především v podobě plujících odpadků je tématem diskutovaným mezi oběma státy a severomakedonská vláda se rozhodla odpad zachytávat sítěmi na dolním toku řeky.

## Dopravní tahy
Společně s údolím jižní Moravy (geologicky Moravsko-Vardarský zlom) tvoří údolí Vardaru nejdůležitější (nejkratší, a tedy i nejekonomičtější) severojižní spojení v jihovýchodní Evropě, tzv. koridor č. 10 v evropské dopravní síti panevropských dopravních koridorů. Proto vedou údolím Vardaru početné dopravní tahy. Na horním toku řeky se jedná o dálnici A2 z Tetova do Skopje, potom o dálnici A1 do Velesu a na řeckou hranici. Na středním toku řeky je navíc v jejím údolí vedena rovněž částečně i železnice.
Řecká dálnice č. 1 vede údolím řeky do Soluně, ačkoliv leží několik kilometrů východně od řeky.